# Парковый переулок (Ломоносов)
Па́рковый переулок — переулок в городе Ломоносове Петродворцового района Санкт-Петербурга. Проходит от улицы Дегтярёва до Михайловской улицы.
Первоначальное название — Безымя́нная улица — появилось в конце XIX века.
1 декабря 1967 года улицу переименовали в Парковый переулок, поскольку невдалеке находится Верхний парк дворцово-паркового ансамбля «Ораниенбаум».